# مارکوس ویلد
مارکوس ویلد (به آلمانی: Markus Wild) (زاده ۶ آوریل ۱۹۷۱) فیلسوف سوئیسی و استاد دانشگاه بازل است.
فعالیت‌های علمی او بیشتر بروی فلسفه ذهن، فلسفه انسان‌شناسی و فلسفه سده هفده میلادی متمرکز است. او بین سالهای ۲۰۰۳ تا ۲۰۱۲ در دانشگاه هومبولت برلین به تدریس فلسفه مشغول بوده‌است و از سال ۲۰۱۲ در دانشگاه فرایبورگ مشغول به کار است.
نوشته‌های او بیشتر در رابطه با مفاهیم عمل گرایانه سلارلز و برندوم و رویکردها و روش‌شناسی در فلسفه سر و کار دارند. او همچنین نوشته‌هایی در مورد فلسفه حیوان‌ها دارد که در این شاخه از فلسفه به بررسی پرسش‌های مانند موارد زیر می‌پردازند.
1. آیا حیوان‌ها می‌توانند مثل انسان‌ها اندیشه داشته باشند؟
2. آیا تفاوتی در دانش حیوان‌ها و انسان‌ها وجود دارد؟
3. اخلاق انسان نسبت به حیوان‌ها چه الزام‌هایی دارد؟

مارکوس ویلد در این زمینه نظر بر آن دارد که حیوان‌ها دارای ذهن هستند و در واقع باید حیوان‌ها را در بررسی‌های فلسفه انسان‌شناسی مورد توجه قرار داد.